# Estadio Eva Perón
El Estadio Eva Perón es un recinto deportivo ubicado en Arias y Necochea, en la ciudad de Junín, provincia de Buenos Aires, Argentina. Es propiedad del Club Atlético Sarmiento y fue inaugurado en 1951.
Tras la construcción de la cabecera sur, inaugurada en 2016, alcanzó una capacidad de 23 156 espectadores. Cuenta con palcos, plateas cubiertas, plateas descubiertas y tribunas populares para locales y visitantes. Además, posee iluminación led, restaurante, cabinas de transmisión y acceso desde vestuarios mediante túnel.
A más de siete décadas de su construcción, el Eva Perón sigue siendo el estadio más grande perteneciente a un club, en todo el interior de la provincia de Buenos Aires.

## Nombre
El nombre del estadio es un homenaje a la juninense Eva Duarte, quien siendo esposa del general Juan Domingo Perón fue una de las personas que impulsó su construcción a fines de la década de 1940. El estadio contaba con su nombre en relieve en la fachada de calle Necochea, y con letras de cemento colocadas en el techo de esa construcción y sobre la pared trasera de la tribuna popular de la calle Paso. Además, se instaló un busto de Eva Perón en el hall de acceso.

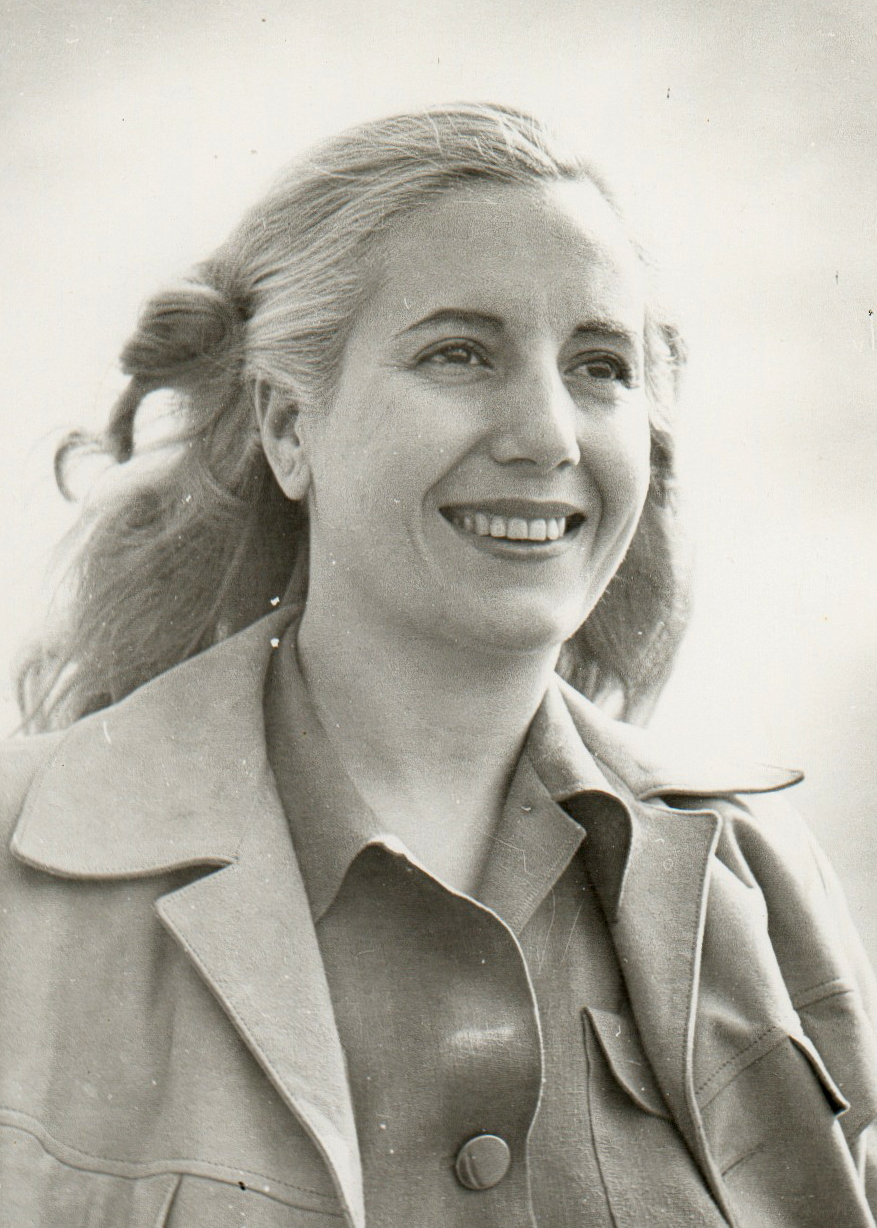
Eva Duarte de Perón.

Ella no llegó a conocer el estadio, porque al momento de su inauguración en julio de 1951 ya se encontraba enferma con un avanzado cáncer de útero. Sería operada en noviembre y moriría el 26 de julio de 1952, con 33 años de edad. Para ese entonces, Sarmiento ya había disputado 16 partidos, 8 de ellos en el flamante estadio que llevaba su nombre.
Tras el golpe cívico-militar que derrocó a Perón y la llegada al poder de la dictadura autodenominada Revolución Libertadora, los nombres y símbolos vinculados al justicialismo fueron rápidamente eliminados. En particular, en el estadio de Sarmiento destruyeron las letras de cemento que decían 'Eva Perón' y su busto desapareció. Por más de medio siglo, sobre la tribuna de la calle Paso se leería sólo 'Club Atlético Sarmiento - Estadio'. Incluso en 1963, con el peronismo proscripto, se llegó a modificar el estatuto del club, especificando en el artículo 2 que la institución no podría utilizar ninguna denominación que pudiese vincularse con algún sector político. En la práctica, se había prohibido que el estadio volviese a llamarse Eva Perón.
Con el retorno del peronismo al poder tras la proscripción por 18 años, comenzó a hablarse de la restitución de la denominación original al estadio. El 1 de febrero de 1974 y por moción de Héctor Blasi, la asamblea ordinaria lo aprobó y El Cemento volvió a llamarse oficialmente 'Eva Perón'.
En 2009 se volvieron a colocar las letras con el nombre del estadio, que habían sido destruidas luego del golpe que derrocó a Perón en 1955. Las originales eran de cemento, pero las nuevas fueron confeccionadas en chapa por la cooperativa de trabajo de los talleres ferroviarios, con el mismo formato. Así, el estadio volvió a lucir su denominación 'Eva Perón' tras más de medio siglo de ausencia.
Finalmente, el 7 de mayo de 2019, fecha del centenario del nacimiento de Eva Duarte, fue restituido su busto en el estadio.
El apodo "El Cemento" se debe a que las tribunas fueron construidas íntegramente en hormigón, en una época en que buena parte de los estadios eran estructuras metálicas con tablones de madera.

## Historia

### Antecedentes
En 1945 Sarmiento se consagró campeón de campeones de la provincia de Buenos Aires, y ya se había consolidado como el club más ganador de la Liga Deportiva del Oeste, con 12 títulos en 29 torneos. Este panorama venía animando a socios y directivos para encarar mejoras a la infraestructura del club. Ya desde la década de 1930 se venían planteando propuestas para diferentes obras, especialmente para la construcción de tribunas y vestuarios. Incluso en 1942, el diputado nacional y ex intendente de Junín, Dr. José Félix Solana, había presentado un proyecto en el Congreso solicitando una ayuda económica del gobierno para que el club pudiera avanzar con sus proyectos. Sin embargo, el golpe militar del 4 de junio de 1943 impidió que se pudiera continuar con esas gestiones.
El 24 de febrero de 1946, Juan Domingo Perón ganó las elecciones y asumió como presidente de la Nación el 4 de junio. El año anterior se había casado en Junín con Eva Duarte, cuyo hermano Juan Ramón se había convertido en el secretario privado del presidente. Para completar el marco, Héctor Julio Díaz, amigo de la infancia de Juan y tesorero de Sarmiento, había sido nombrado funcionario del gobierno. Sumado esto a la política que había instrumentado el gobierno para impulsar obras de carácter deportivo en todo el país, el panorama resultaba muy positivo para el club. Los dirigentes de Sarmiento comenzaron a realizar gestiones ante el gobierno para reactivar los viejos proyectos, aunque pronto advertirían que las posibilidades estaban dadas para algo mucho más ambicioso
.
El 21 de octubre de 1946 Perón firmó el decreto 15.089 autorizando un préstamo al Club Sarmiento de hasta 250.000 pesos moneda nacional. En esa época equivalían a unos 60.000 dólares, que serían unos 800.000 dólares en la actualidad.
En el presupuesto para 1947, se estableció que el Poder Ejecutivo podía invertir hasta 20 millones de pesos en préstamos a instituciones para infraestructura deportiva, hecho que inmediatamente fue aprovechado por Sarmiento, cuyo presidente era Andrés Suárez. El 20 de octubre de 1947, mediante el decreto 32.557, el gobierno nacional otorgó un subsidio de 600.000 pesos al club. Eran unos 130.000 dólares, equivalentes a un millón y medio de dólares de hoy.
En la misma fecha, por medio del decreto 32.558, autorizó la ampliación hasta 650.000 pesos del préstamo original de 250.000, con un interés del 3% anual.

### Construcción
Al poco tiempo, los presupuestos y planos ya estaban aprobados por el Ministerio de Obras Públicas, y se adjudicaron a la empresa Compañía General de Obras Públicas -GEOPE- que en ese momento se encontraba construyendo el estadio de Racing de Avellaneda. El contrato se firmó el 21 de enero de 1948, y poco después comenzó la demolición de las viejas instalaciones. El 21 de julio se colocó el primer pilote del nuevo estadio. Ese año Héctor Díaz llegó a la presidencia del club, cargo que ocuparía hasta 1951.
El 9 de diciembre de 1949 Perón firmó el decreto 30.912, por el cual se ampliaba el préstamo de $ 650.000 a $ 1.250.000. Aquí hay que tener en cuenta que la ampliación ni siquiera compensó la inflación: en dólares, el nuevo monto en 1949 representaba la mitad del anterior en 1947.
El estadio incluía iluminación artificial por medio de 87 reflectores instalados en 5 torres de hierro de 25 metros de altura. En la noche del 23 de enero de 1951 se hizo el primer ensayo iluminando completamente el campo de juego.

Se dice que Duarte regaló el estadio, pero no fue así: el club pagó hasta el último centavo, los socios hacían bonos.
Ítalo Marone, coautor de Club Atlético Sarmiento de Junín - 50 años de historia en el fútbol profesional.

### Inauguración

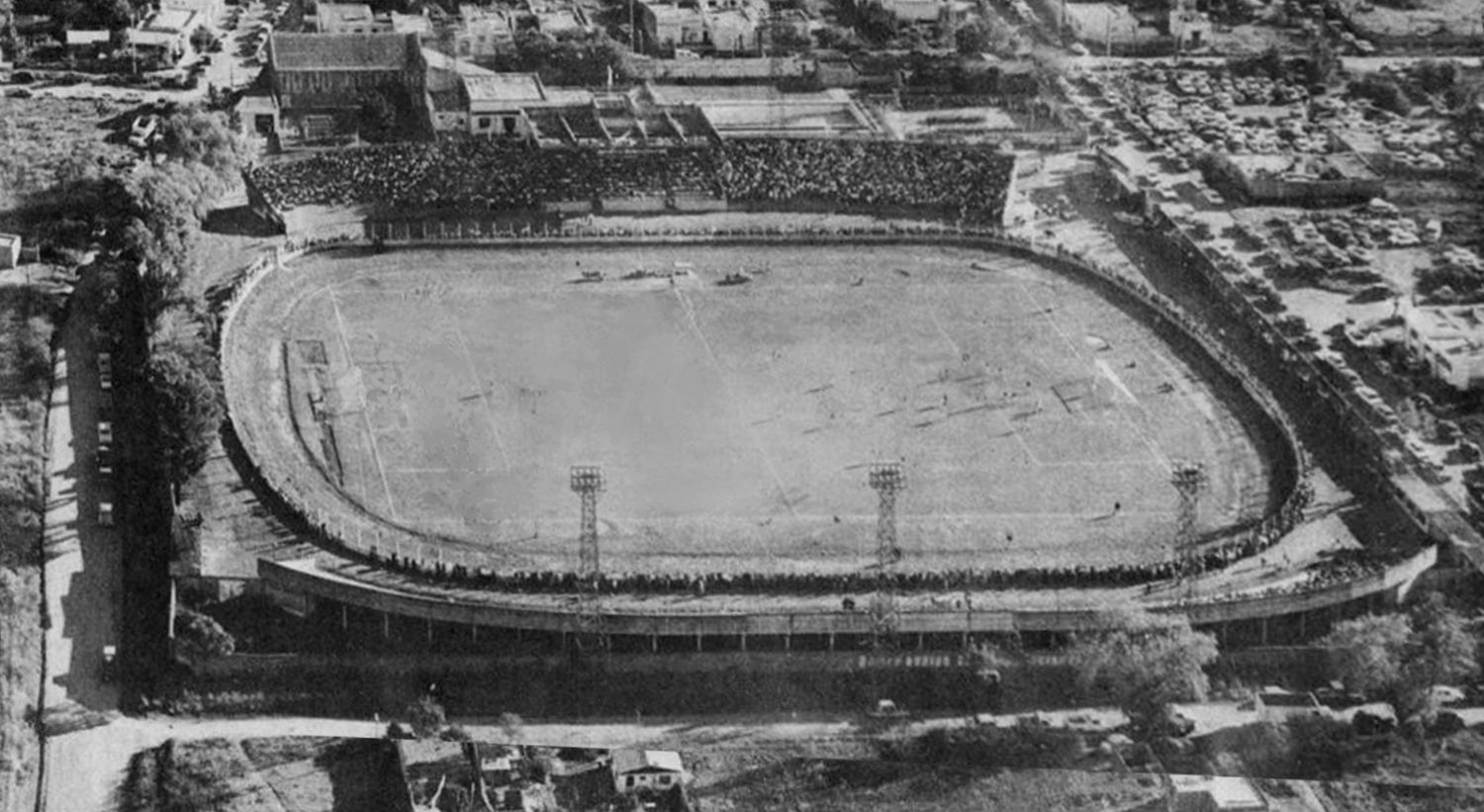
Vista aérea del estadio Eva Perón el día de su inauguración.

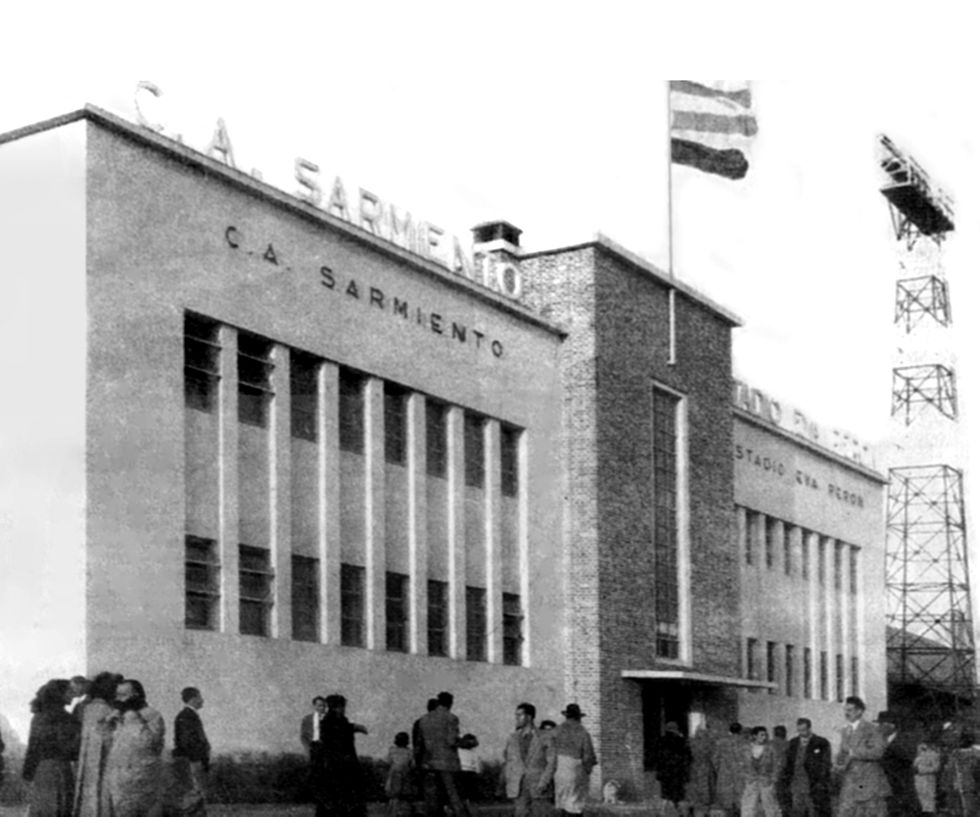
Fachada del estadio Eva Perón hacia la calle Necochea.

La inauguración oficial del estadio incluyó un programa de actividades que se prolongó por 3 días. Comenzó el sábado 7 de julio de 1951 con el descubrimiento de un busto de Eva Perón por parte de su hermana Elisa Duarte, en presencia de distintas autoridades locales, provinciales y nacionales.
A continuación, se realizaron varias pruebas atléticas. Por la noche se llevó a cabo un gran banquete en la Sociedad Comercio e Industria. El domingo 8 se realizaron distintos encuentros deportivos de básquet, pelota a paleta, Bochas y fútbol. Por último, el lunes 9 de julio se inauguró oficialmente el estadio con un doble enfrentamiento: River vs. Racing y Sarmiento vs. Vélez.
La capacidad del estadio en tribunas al momento de su inauguración era de 15514 personas: 564 en la platea cubierta, 5880 en las tribunas a ambos lados de aquella y 9070 en la popular de calle Paso. Considerando el anillo perimetral de 406 metros y los 2500 metros cuadrados entre éste y las tribunas, la capacidad total llegaba a los 21180 espectadores..
La comisión directiva de Sarmiento en 1951, se encontraba integrada por:
- Presidente: Héctor A. Díaz
- Vicepresidente primero: Andrés Suárez
- Vicepresidente segundo: Juan Gorostiaga
- Secretario General: Mario Canavesio
- Prosecretario: Orlando Saggese
- Tesorero: Antonio Olmos
- Protesorero: Alfredo Simonutti
- Secretario de actas: Miguel Masi
- Vocales: Ángel Mattanó, Eduardo Horane, Alfredo Di Prinzio, Oscar Barrionuevo, Ítalo Tacchino y Edmundo Olmos
- Revisores de cuentas: Ángel Garone, Jose Pomposiello y Livio Bonardi

### Décadas de 1950, 1960 y 1970
El 9 de febrero de 1952 se jugó el primer partido nocturno en estadio Eva Perón. Fue un amistoso entre Sarmiento y Tigre, que ganó el Verde 6 a 5, en el marco de la pretemporada de ambos equipos.

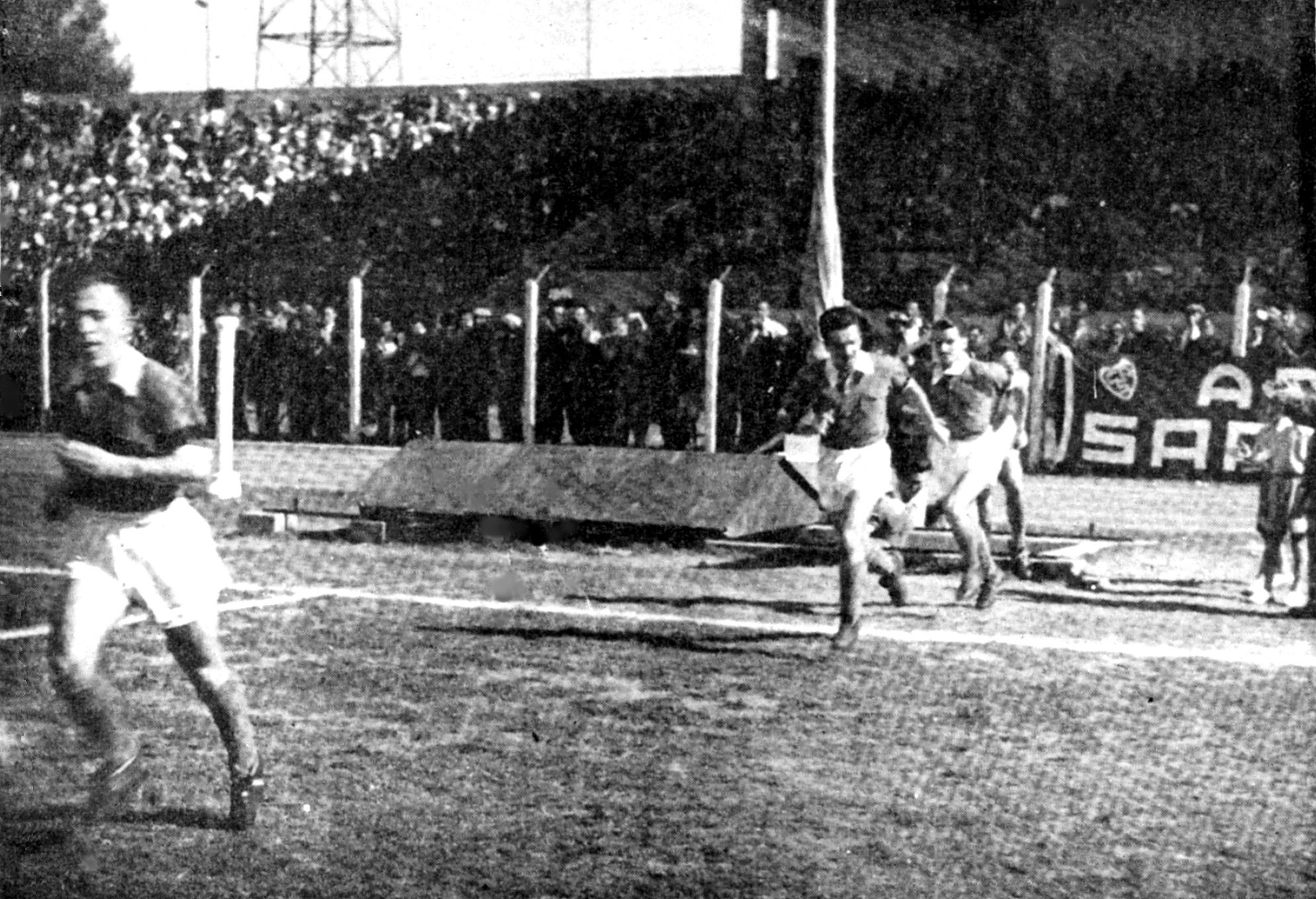
Debut oficial del equipo profesional de Sarmiento en el estadio Eva Perón, el 6 de abril de 1952.

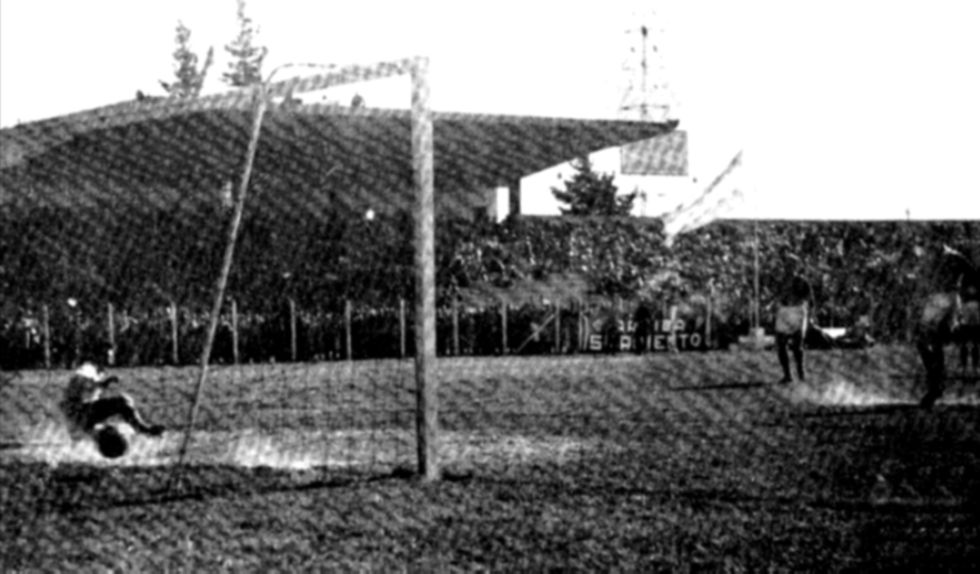
Gol de penal de Tanzi en el debut de Sarmiento en el estadio Eva Perón en 1952.

El debut oficial de Sarmiento en el estadio -y también en el profesionalismo- fue el domingo 6 de abril de 1952 a las 15:30 hs ante Colón de Santa Fe, por la primera fecha del Campeonato de Primera B. A los 26 minutos se produjo el primer gol oficial en el estadio, anotado por Mercado para el equipo visitante. Pero 4 minutos después, Atilio Tanzi lo empató. Finalmente, a los 21 minutos del segundo tiempo, el Verde lo dio vuelta a través del mismo Tanzi, esta vez de penal, cerrando una victoria por 2 a 1 ante los santafesinos.
El primer partido nocturno oficial en estadio Eva Perón se jugó el 6 de diciembre de 1952 por la 31.ª fecha del campeonato de Primera B, ante Almagro. Se jugó a las 21:30 y fue un empate 2 a 2.
El 12 de junio de 1960 Sarmiento recibió en el Eva Perón a Talleres de Remedios de Escalada, por la fecha 13 del campeonato de Primera B. Finalizado el encuentro con un empate 2 a 2, varios hinchas del Verde agredieron al árbitro Juan Dopuka, al salir del vestuario. Como penalización, el estadio fue suspendido por primera vez en su historia. Fue por tres fechas, obligando a Sarmiento a jugar de local ante Los Andes en cancha de Ferro, ante Quilmes en el viejo Gasómetro de San Lorenzo y ante Morón en cancha de Atlanta.
Ese año se inauguraron las instalaciones bajo la tribuna oficial, con baño y dormitorio para 13 personas. Y en 1962 se agregó la cocina y el comedor.
Por aquellos años, una preocupación central de la comisión directiva era la deuda por la construcción del estadio. Desde 1957 se venía utilizando el 'Día del Club' para recaudar fondos con el fin de saldarla. Pero a dos décadas del otorgamiento del préstamo, el tema seguía sin resolverse. El 6 de septiembre de 1967 se creó la Subcomisión de Ayuda al Club, presidida por Héctor Milani, cuyo principal objetivo era cancelar la deuda. El 2 de junio de 1968, la Asamblea Extraordinaria estableció un aumento de las cuotas sociales con el mismo fin. La deuda ascendía a más de 5 millones de pesos, unos 14.300 dólares equivalentes a 110.000 dólares actuales. Finalmente se logró reducir a $ 2.800.000 más $ 400.000 de gastos judiciales, y se saldó completamente el 11 de julio de 1968.
Ese año Sarmiento sufrió su primer descenso de categoría. El 30 de marzo de 1969 el estadio Eva Perón fue sede del primer partido oficial del club en Primera C, con un empate 3 a 3 ante J. J. Urquiza.

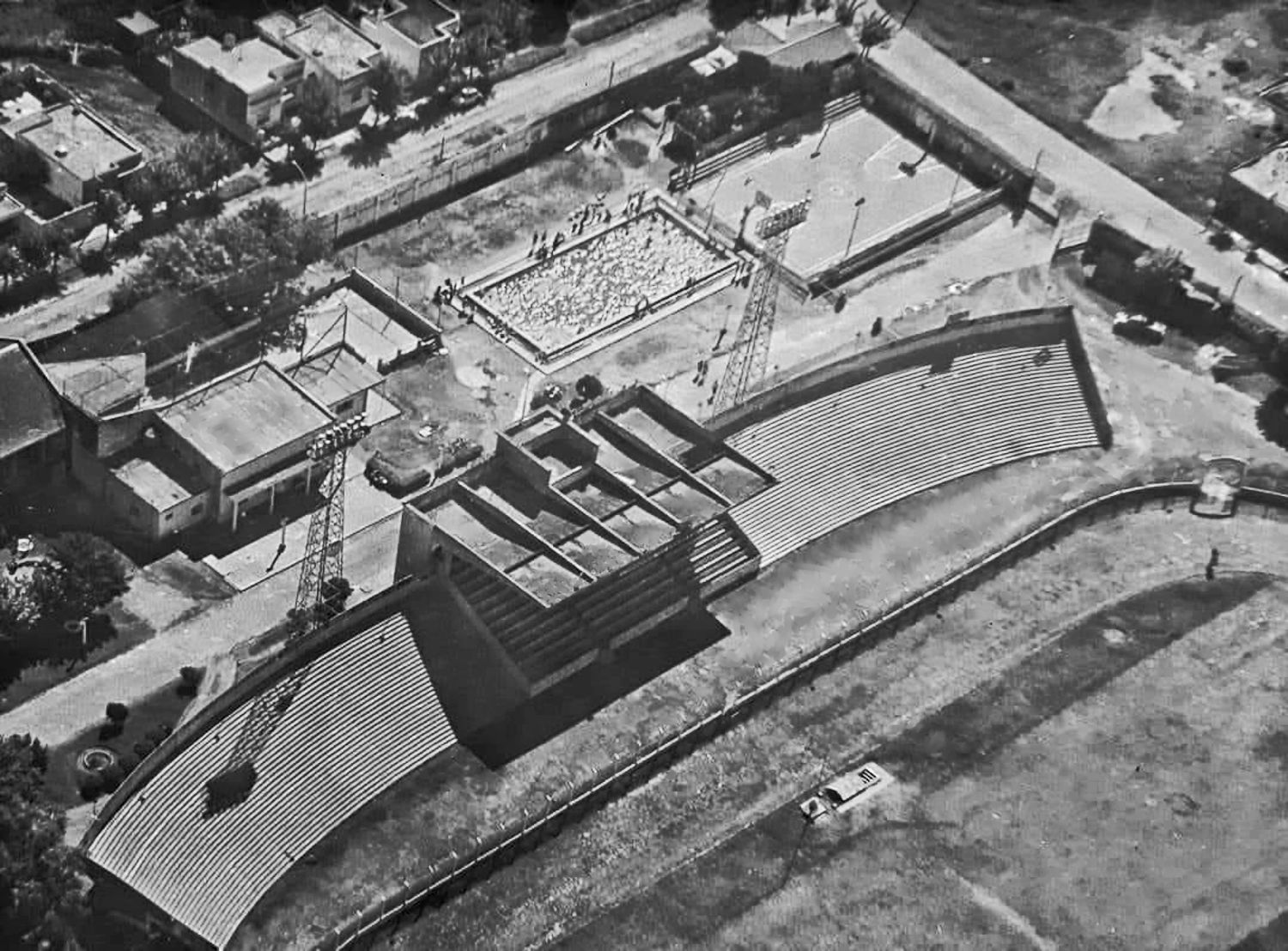
Platea cubierta y tribunas oficiales del estadio Eva Perón, a mediados de la década de 1970. Se pueden ver las antiguas torres metálicas, la cancha de básquet sobre la calle Gandini y la pileta de natación recién inaugurada.

El 1 de agosto de 1970 el club inauguró la cabina Mario Canavesio, para transmisiones radiales. Tres años después, el 11 de julio de 1973, Sarmiento dejaba su sede de la calle Bernardo de Irigoyen y la trasladaba al estadio, habilitando oficinas debajo de la platea cubierta.
Un partido amistoso, pero de singular relevancia, se disputó el 29 de julio de 1973 en el estadio Eva Perón, cuando Sarmiento enfrentó por primera vez a la selección argentina de fútbol, que se encontraba en preparación para las eliminatorias del mundial de Alemania Federal de 1974. La selección ganó 5 a 1, y el único gol del Verde lo marcó nada menos que Daniel Passarella, quien recién había cumplido 20 años y sería el capitán de la selección en el mundial de 1978.
Ese año el estadio viviría uno de los acontecimientos deportivos más importantes de Junín, pero que curiosamente no protagonizaría el propio Sarmiento. Se trató de la llegada del Club Jorge Newbery a Primera División, tras ganar el Regional, pasando a disputar el Campeonato Nacional. El Aviador jugó sus partidos de local en el estadio Eva Perón, debutando el 21 de julio de 1974 con una derrota por 1 a 0 ante Puerto Comercial de Bahía Blanca. Fue el primer partido oficial disputado por un club juninense en la máxima categoría del fútbol argentino.
El 8 de septiembre se produjo un hecho histórico, cuando Newbery recibió la visita de River Plate ante 22.000 espectadores, todo un récord para el estadio hasta ese momento. Y para colmo, el Aviador derrotaría al Millonario por 1 a 0, con gol de penal de Spadaro. Newbery volvería a disputar el Torneo Nacional en 1975, también jugando de local en el estadio Eva Perón.
El 24 de mayo de 1975 el estadio fue dividido en dos sectores. El “A” abarcaba las plateas y las tribunas oficiales y el alambrado perimetral hasta detrás de los arcos; el sector “B” correspondía a la tribuna popular de la calle Paso y el resto del alambrado.
En 1976 se colocaron arcos metálicos en reemplazo de los viejos de madera, se inauguraron los kioscos, se instalaron nuevos portones de acceso y se remodelaron las cantinas.
El 30 de abril de 1977, el Eva Perón fue testigo de la mayor goleada del Verde en toda su historia, cuando derrotó por 9 a 0 a Barracas Central, por la 9.ª fecha del Campeonato de Primera C. Tras una campaña notable, con 111 goles en 36 partidos, Sarmiento resultaría campeón en su estadio, logrando su primer título de AFA el 19 de noviembre.
En 1979 se reforzó la iluminación artificial del Eva Perón. Los nuevos reflectores montados sobre las cinco torres metálicas existentes, fueron probados el 28 de diciembre.

### Décadas de 1980 y 1990

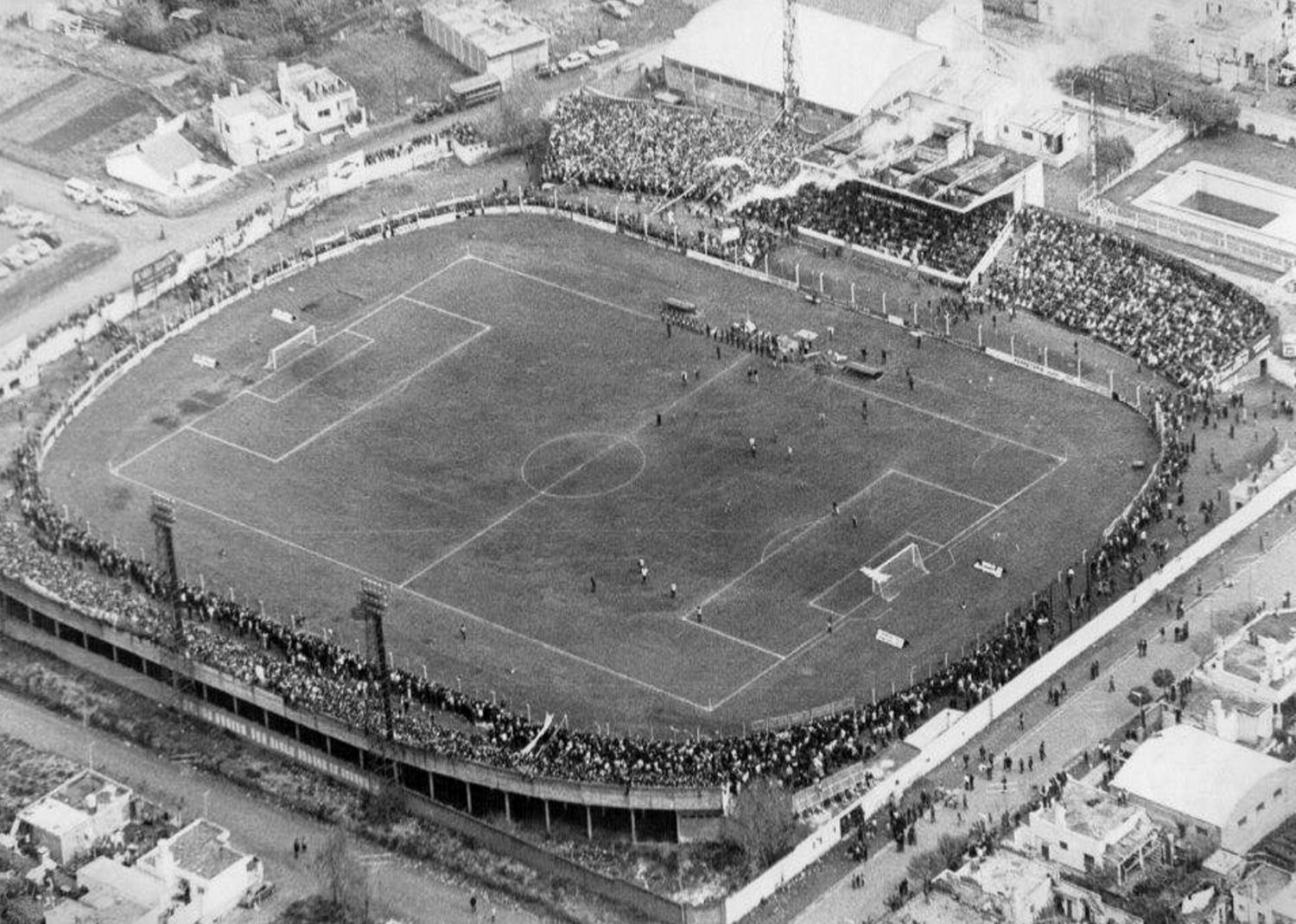
El Eva Perón durante la campaña de Sarmiento en Primera B de 1980, que culminaría con el título y el ascenso a Primera División

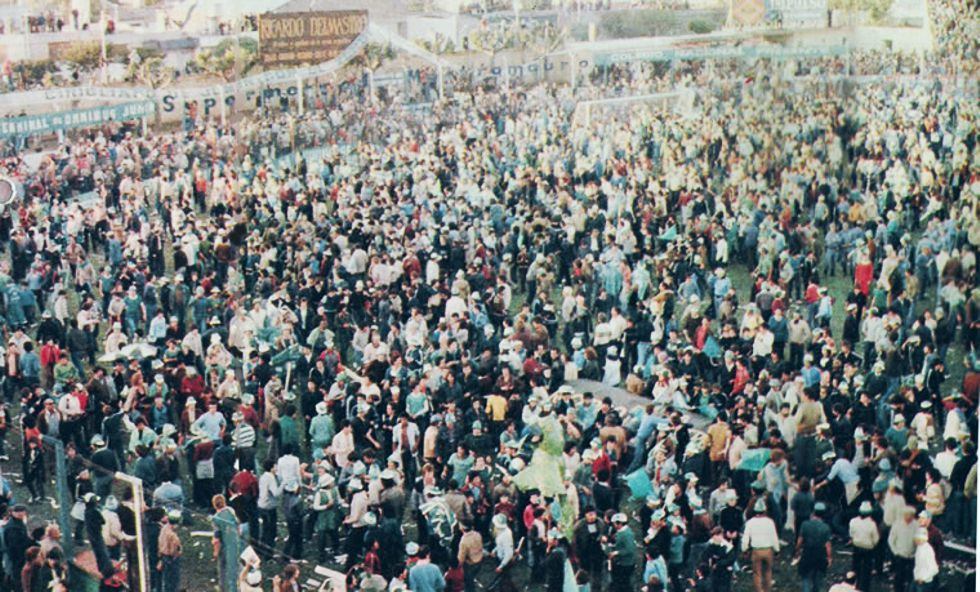
Festejo de Sarmiento en el estadio Eva Perón tras lograr el título de Primera B y el ascenso a Primera División en 1980.

El año 1980 sería histórico para Sarmiento. El club se coronaría campeón de Primera B y ascendería a la máxima categoría del fútbol argentino. Acompañando a esa notable campaña, se realizaron obras en el estadio: el 23 de julio se habilitó el acceso por calle Gandini, con 10 boleterías. Y el 27 de septiembre se inauguró la primera platea descubierta sobre la tribuna oficial norte, con capacidad para mil espectadores sentados.
Ese año el Eva Perón fue testigo también de la primera presentación de una selección extranjera. Fue la de Uruguay, que se encontraba en preparación para la Copa de Oro de Campeones Mundiales, popularmente conocida como Mundialito, que terminaría ganando 3 meses después. El partido se jugó el 9 de septiembre ante el equipo de Sarmiento y finalizó empatado 1 a 1.
Sarmiento debutó en Primera División el 22 de febrero de 1981, con una derrota por 3 a 1 ante Ferro Carril Oeste, en el estadio Eva Perón. Como los de Caballito usaron camiseta verde, Sarmiento usó la roja y blanca de la selección de Junín.
En los dos años que el Verde estuvo en Primera División, el estadio fue testigo de los triunfos del club sobre cuatro de los cinco denominados “grandes” del fútbol argentino: el 8 de marzo de 1981, por 3 a 2 a Racing; el 12 de abril de 1981, por 2 a 0 a San Lorenzo; el 28 de noviembre de 1982, por 2 a 1 a Boca; y el 15 de enero de 1983, por 3 a 1 a River Plate.
En 1982 Mariano Moreno llegó a Primera División por la misma vía que lo había hecho Newbery ocho años antes, accediendo al Campeonato Nacional. Esto provocó que se cruzara con Sarmiento, en los únicos dos partidos oficiales entre equipos de Junín en Primera División, los domingos 7 de marzo y 25 de abril. En ambas oportunidades fue en el estadio Eva Perón, dado que Moreno también lo utilizó para sus partidos de local. 
Otro evento destacado que se realizó en El Cemento en aquella época fue la Fiesta de la Educación Física, que convocó a 2000 estudiantes secundarios el 23 de noviembre de 1982. Y el 9 de marzo de 1984 se presentó el cantante mexicano Luis Miguel, que para ese entonces ya había editado 4 discos y filmado 2 películas.
El 20 de abril de 1985 se realizó la división de la popular de calle Paso entre local y visitante. De los 130 metros de largo de la tribuna, se destinaron 50 para la visita, 75 para el local y 5 metros quedaron inutilizados entre los alambrados divisorios.
Un acontecimiento no deportivo pero destacado en la historia del estadio es la presentación de Soda Stereo en el marco de su gira Doble vida, el 30 de diciembre de 1988.
Continuando con las mejoras en el predio, el 1 de diciembre de 1991 se inauguró el acceso por calle Necochea, dos canchas de paddle y una de fútbol 5. El 19 de febrero de 1994 el club trasladó su secretaría a Gandini y Necochea, y el 11 de febrero de 1995 se habilitaron las diez cabinas para la prensa sobre el techo de la platea.
El 15 de septiembre de 	1996 se televisó por primera vez en vivo un partido de Sarmiento desde el Estadio Eva Perón. Fue contra Chacarita, a las 11 de la mañana por América TV. El encuentro terminó sin goles. Ese año se reemplazaron las cinco columnas metálicas de iluminación, por cuatro torres cilíndricas de hormigón, con veinte reflectores en cada una. También se realizó el resembrado total del campo de juego y la modificación de sus dimensiones, aprovechando el espacio de la antigua pista de atletismo del lado de la calle Paso.
El 5 de mayo de 1997 el estadio fue utilizado para el lanzamiento oficial de los Torneos Juveniles Bonaerenses.

### SigloXXI: remodelación y ampliación
El siglo XXI comenzó con Sarmiento en Primera B, la tercera categoría del fútbol argentino, y arrastrando una importante deuda. En 2005 Fernando Chiófalo asumió la presidencia del club, anunciando que la infraestructura y el ordenamiento económico serían sus dos principales objetivos iniciales. Así comenzó una etapa de grandes avances que incluyeron varias obras en el predio del estadio. En 2008 se inauguró el restaurante Líbero y la Casa Club, con capacidad para alojar a 28 juveniles.
El Cemento continuó siendo utilizado también para diferentes eventos. Un show particularmente importante fue la presentación de Joaquín Sabina el 17 de enero de 2010, en el marco de su gira internacional Vinagre y rosas, que lo llevaría también por Chile, España y Uruguay. En la provincia de Buenos Aires sólo actuó en el estadio Eva Perón de Junín y en el mundialista José María Minella de Mar del Plata.
El 22 de septiembre de 2012 se inauguraron los 16 palcos del ala norte, con capacidad para 8 personas cada uno. Sus gemelos del ala sur se inauguraron un año y medio después, el 7 de febrero de 2014.
Sarmiento ya le había ganado en su casa a Boca, River, Racing y San Lorenzo en la década de 1980. De los 'cinco grandes' del fútbol argentino sólo quedaba ganarle a Independiente, que finalmente cayó en el Eva Perón por 2 a 0 el 24 de marzo de 2014, con goles de Ramiro López e Ignacio Cacheiro.
El Verde logró su segundo ascenso a Primera División en diciembre de 2014, y nuevamente el Eva Perón sería testigo de encuentros con equipos de gran jerarquía. El éxito deportivo fue acompañado con más obras: en 2015 se inauguraron las cabinas de transmisión sobre los palcos del ala sur, la platea descubierta sur con capacidad para mil espectadores y el piso de hormigón de la tribuna de calle Paso.
El 15 de septiembre de 2015 tuvo lugar en el Eva Perón otro show musical de primer nivel, con la presentación de Don Osvaldo, la banda de rock liderada por Patricio Fontanet, formada tras la disolución de Callejeros.

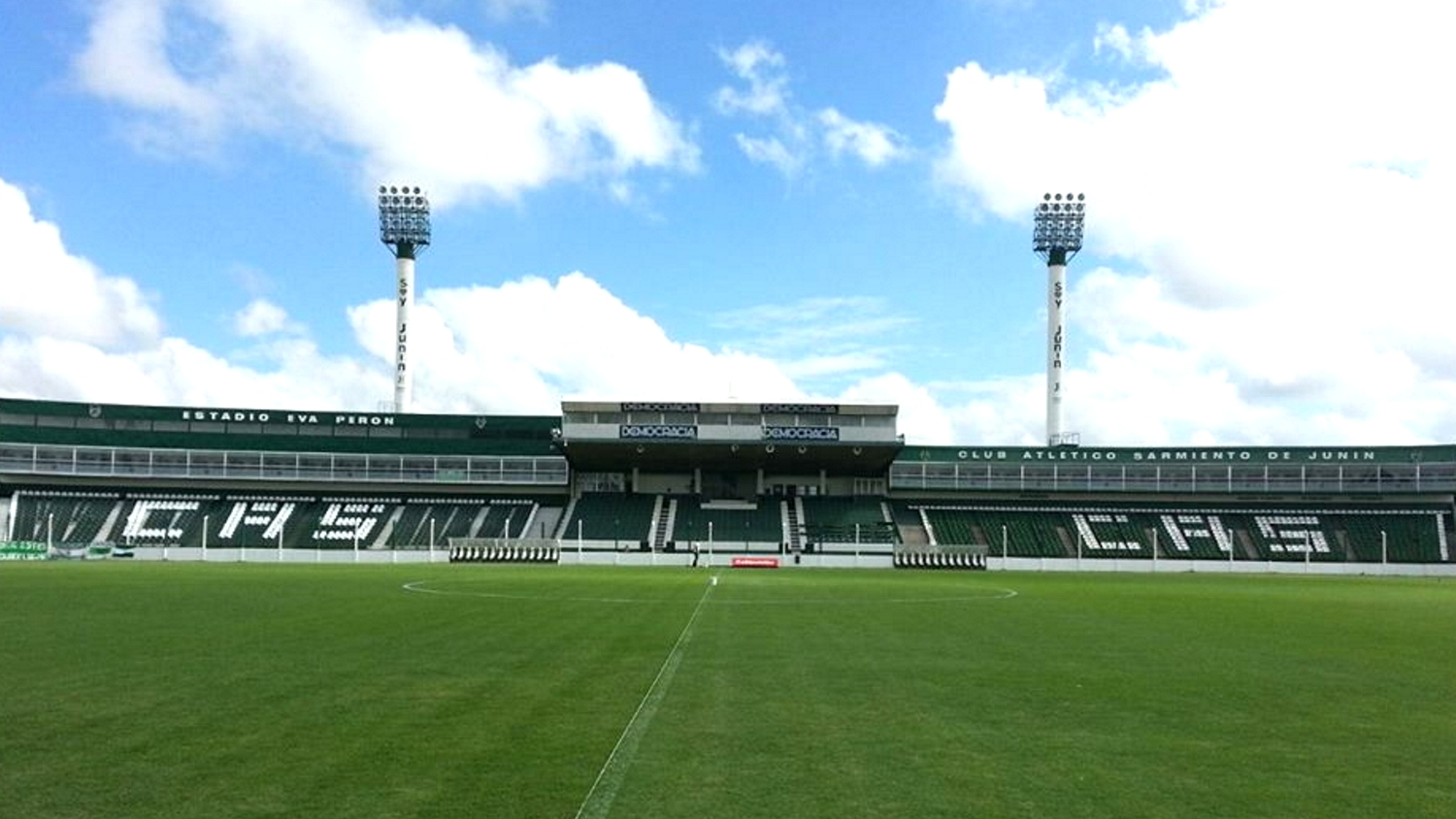
Sector de plateas de la calle Necochea. Al centro, platea cubierta; a ambos lados, plateas descubiertas; sobre éstas, los palcos; sobre los palcos de la izquierda, las cabinas de transmisión.

Las plateas descubiertas habilitadas en 1980 y 2015 fueron bajando la capacidad del estadio, dado que cada una de las tribunas originales de calle Necochea podían ser ocupadas por casi 3000 personas de pie, mientras las plateas sólo admiten mil personas sentadas cada una. Esta tendencia decreciente se revirtió en 2016, cuando se inauguró la tribuna cabecera sur para 5600 personas. De esta manera, por primera vez la capacidad de estadio pasó a ser mayor que la original de 1951. Actualmente el Eva Perón dispone de 256 lugares en palcos, 564 en platea cubierta, 2.000 en plateas descubiertas y 14.670 en tribunas populares, totalizando casi 17.490 en gradas y palcos, que se extienden a 23.156 contando los demás sectores y espacios.
El 7 de mayo de 2019, al cumplirse un siglo del nacimiento de Eva Perón, fue restituido su busto que ahora se encuentra en el hall del acceso a la platea cubierta. La escultura original, de mármol, había sido destruida tras el golpe de Estado de 1955. Un segundo busto había sido emplazado con el regreso de Perón en 1973, pero sería retirado para evitar que siguiera la misma suerte que el original. Quienes lo tuvieron resguardado, vieron que era momento para devolverlo al club, y es la obra que desde entonces puede verse en el estadio.

## Infraestructura y capacidad

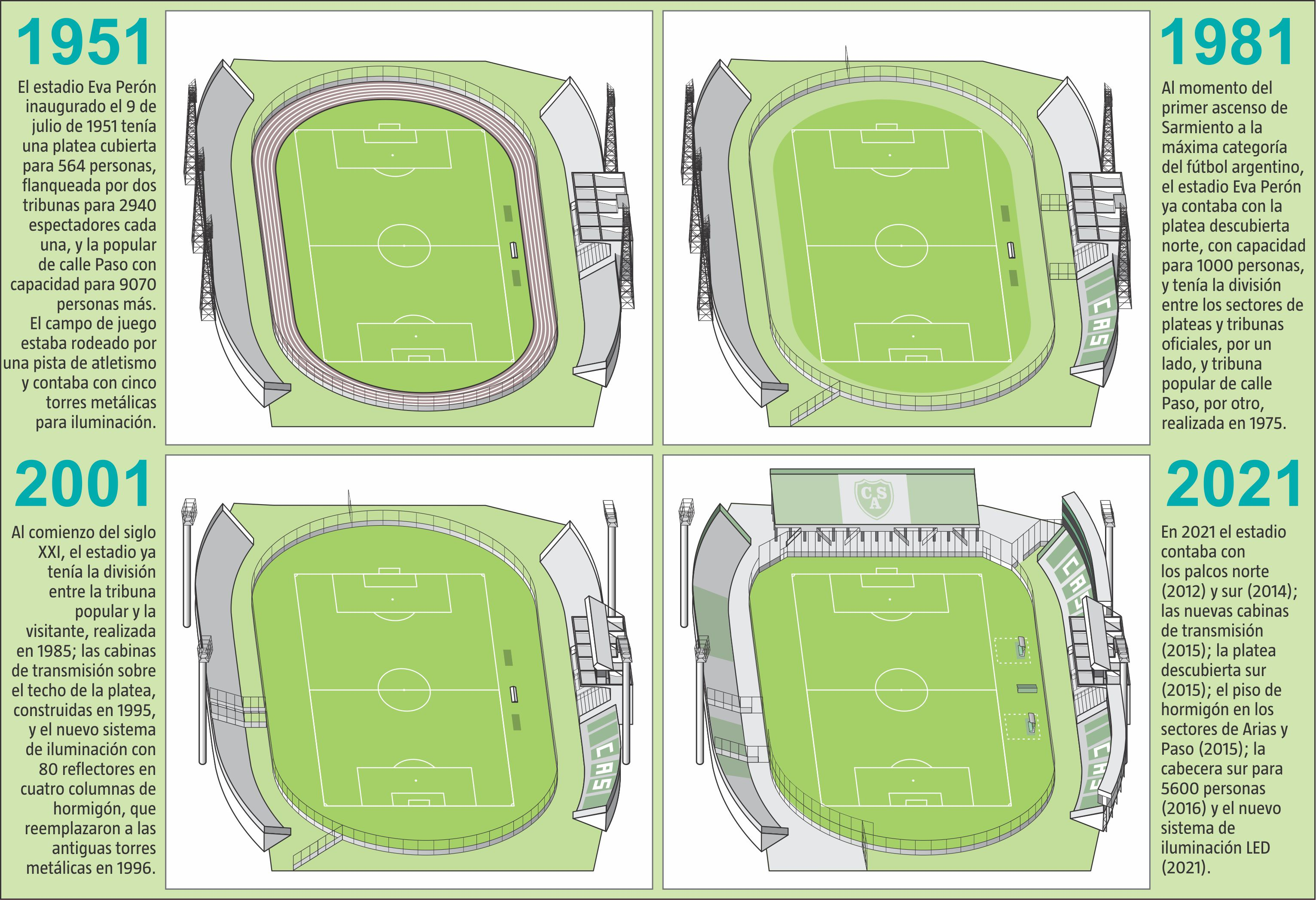
Evolución de la infraestructura del estadio Eva Perón.

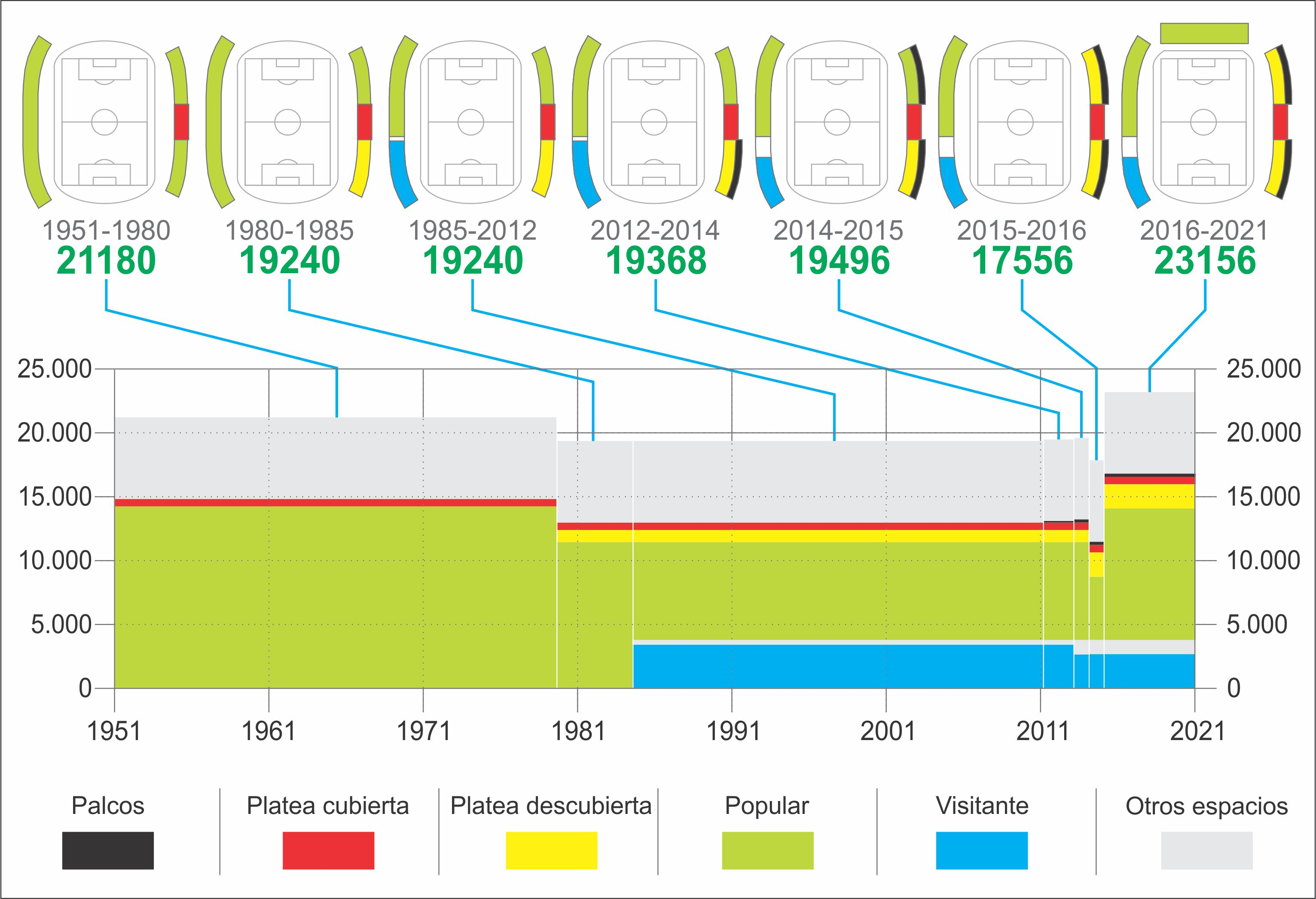
Evolución de la capacidad del estadio Eva Perón.

Al momento de su inauguración, el 9 de julio de 1951, el estadio Eva Perón tenía una platea cubierta con capacidad para 564 personas, flanqueada por dos tribunas para 2940 espectadores cada una, del lado de la calle Necochea, más la popular de calle Paso con capacidad para 9070 personas más. El campo de juego estaba rodeado por una pista de atletismo y contaba con cinco torres de estructura metálica para iluminación, dos del lado de Necochea y tres del lado de Paso. La capacidad era de 15514 en tribunas y platea, y de 21180 en total.
En 1975 el estadio fue dividido en dos sectores. El 'A' abarcaba la platea cubierta y sus tribunas laterales, y el alambrado perimetral hasta detrás de los arcos; el sector 'B' correspondía a la tribuna popular de la calle Paso y el resto del alambrado.
Acompañando la gran campaña de Sarmiento de 1980, que culminaría con el ascenso a Primera División, el 27 de septiembre se inauguró la platea descubierta sobre la tribuna oficial norte, para 1000 espectadores sentados. De esta manera, la capacidad del estadio se redujo a 13574 en tribunas y plateas, y 19240 en total.
En 1985 se realizó la división de la tribuna popular de calle Paso entre local y visitante, quedando con 5190 para el local, 3580 para visitante y 300 lugares en el pulmón.
A mediados de la década de 1990 se construyeron las cabinas de transmisión sobre el techo de la platea y se reemplazaron las cinco columnas metálicas por cuatro de hormigón con 80 reflectores.
En el siglo XXI se realizó una importante remodelación y ampliación del estadio, en varias etapas. En 2012 se habilitaron 16 palcos para 8 personas cada uno, sobre la platea descubierta norte. En 2014 se habilitaron otros 16 palcos idénticos del lado sur, incorporando un total de 256 ubicaciones en esta categoría. En 2015 la tribuna lateral sur se transformó en platea, con lo que la capacidad de ese sector se redujo de 2940 a 1000. Con la ampliación de la separación entre local y visitante en la popular de la calle Paso, la capacidad de este último sector pasó de 3580 a 2800, quedando 1080 en el pulmón. Consecuentemente, en 2015 el estadio quedó con capacidad para 11890 personas en tribunas, plateas y palcos, y 17556 en total.
En 2016 se inauguró la nueva tribuna cabecera sur para 5600 personas, con lo que el estadio llegó a su capacidad actual de 17490 personas en tribunas, plateas y palcos, y 23156 en total, lo que lo convierte en el estadio propiedad de un club, con mayor capacidad del interior de la provincia de Buenos Aires..

## Eventos
Además de ser el estadio donde habitualmente juega como local el Club Atlético Sarmiento, el Eva Perón ha sido también sede de otros eventos deportivos, como la presentación de la Selección de fútbol de Argentina y partidos de la Copa Argentina, así como numerosos shows musicales, destacándose las presentaciones de Soda Stereo, Luis Miguel y Joaquín Sabina, entre otros.

### Partidos destacados de Sarmiento
Encuentros disputados por Sarmiento en el estadio Eva Perón, que revisten cierta importancia debido al resultado, al rival o a algún hecho sobresaliente.
| Fecha                    | Campeonato         | Fecha | Rival               | Resultado | Observaciones                                   |
| ------------------------ | ------------------ | ----- | ------------------- | --------- | ----------------------------------------------- |
| 9 de febrero de 1952     | Amistoso           |       | Tigre               | 6-5       | Primer partido nocturno                         |
| 30 de marzo de 1952      | Amistoso           |       | Boca Juniors        | 3-4       |                                                 |
| 6 de abril de 1952       | Primera B 1952     | 1     | Colón               | 2-1       | Debut de Sarmiento en el profesionalismo        |
| 6 de diciembre de 1952   | Primera B 1952     | 31    | Almagro             | 2-2       | Primer partido nocturno oficial                 |
| 29 de julio de 1973      | Amistoso           |       | Selección Argentina | 1-5       | El gol de Sarmiento lo marcó Daniel Passarella. |
| 30 de abril de 1977      | Primera C 1977     | 9     | Barracas Central    | 9-0       | Mayor goleada histórica de Sarmiento            |
| 19 de noviembre de 1977  | Primera C 1977     | 38    | Berazategui         | 4-1       | Sarmiento se consagra campeón                   |
| 8 de noviembre de 1980   | Primera B 1980     | 37    | Chacarita           | 2-1       | Sarmiento se consagra campeón                   |
| 22 de febrero de 1981    | Metropolitano 1981 | 1     | Ferro Carril Oeste  | 1-3       | Debut de Sarmiento en Primera División          |
| 8 de marzo de 1981       | Metropolitano 1981 | 3     | Racing              | 3-2       |                                                 |
| 12 de abril de 1981      | Metropolitano 1981 | 10    | San Lorenzo         | 2-0       |                                                 |
| 28 de noviembre de 1982  | Metropolitano 1982 | 26    | Boca Juniors        | 2-1       |                                                 |
| 15 de enero de 1983      | Metropolitano 1982 | 35    | River Plate         | 3-1       |                                                 |
| 15 de septiembre de 1996 | Nacional B 1996/97 | 4     | Chacarita           | 0-0       | Primer partido televisado en vivo               |
| 19 de mayo de 2012       | Primera B 2011/12  | 41    | Colegiales          | 3-0       | Campeón Primera B y ascenso a Nacional B        |
| 24 de marzo de 2014      | Nacional B 2013/14 | 30    | Independiente       | 2-0       |                                                 |
| 8 de abril de 2022       | Copa Liga 2022     | 9     | San Lorenzo         | 2-1       |                                                 |
| 27 de agosto de 2023     | Copa Liga 2024     | 2     | Boca Juniors        | 2-1       |                                                 |

### Amistosos internacionales
Encuentros amistosos disputados por Sarmiento ante equipos de otros países.
| Fecha                   | Rival                            | País      | Resultado | Observaciones                                          |
| ----------------------- | -------------------------------- | --------- | --------- | ------------------------------------------------------ |
| 28 de marzo de 1954     | Ferrobádminton                   | Chile     | 5 - 3     |                                                        |
| 2 de febrero de 1959    | Selección de Uruguay (Primera B) | Uruguay   | 1 - 1     |                                                        |
| 23 de febrero de 1962   | Botafogo (SP)                    | Brasil    | 2 - 2     |                                                        |
| 8 de abril de 1962      | Selección de Uruguay (Primera B) | Uruguay   | 2 - 4     |                                                        |
| 6 de marzo de 1963      | Flamengo                         | Brasil    | 1 - 1     |                                                        |
| 29 de febrero de 1964   | Bangu                            | Brasil    | 1 - 3     |                                                        |
| 6 de marzo de 1970      | Cerro                            | Uruguay   | 2 - 1     |                                                        |
| 13 de marzo de 1970     | Cerro                            | Uruguay   | 0 - 0     |                                                        |
| 28 de diciembre de 1973 | Nacional                         | Uruguay   | 2 - 1     |                                                        |
| 9 de julio de 1980      | Selección de Uruguay             | Uruguay   | 1 - 1     | Primera presentación de una selección mayor extranjera |
| 26 de julio de 2014     | Deportivo Táchira                | Venezuela | 1 - 1     |                                                        |
| 30 de enero de 2016     | Defensor Sporting                | Uruguay   | 1 - 1     |                                                        |

### Partidos de Copa Argentina
La Copa Argentina es un torneo oficial de fútbol organizado anualmente por la Asociación del Fútbol Argentino, que se disputa por el sistema de eliminación directa en estadios neutrales. El Estadio Eva Perón fue sede de este torneo en las ediciones 2013/14, 2014/15, 2015/16, 2017/18, 2019/20, 2023 y 2024. Estos son todos los partidos que se disputaron:
| Fecha                 | Edición | Fase             | Local               | Resultado     | Visitante                 |
| --------------------- | ------- | ---------------- | ------------------- | ------------- | ------------------------- |
| 22 de julio de 2014   | 2013/14 | 16.os de final   | Olimpo              | 0 (2) - 0 (4) | Atlético de Rafaela       |
| 22 de octubre de 2014 | 2013/14 | Cuartos de final | Defensa y Justicia  | 0 - 1         | Atlético de Rafaela       |
| 8 de abril de 2015    | 2014/15 | 32.os de final   | Olimpo              | 1 (3) - 1 (4) | Atlanta                   |
| 13 de mayo de 2015    | 2014/15 | 32.os de final   | Rosario Central     | 3 - 1         | Deportivo Riestra         |
| 12 de mayo de 2016    | 2015/16 | 32.os de final   | Newell's Old Boys   | 5 - 2         | Sansinena                 |
| 15 de julio de 2016   | 2015/16 | 32.os de final   | Rosario Central     | 1 - 0         | Villa Mitre               |
| 21 de julio de 2016   | 2015/16 | 32.os de final   | Patronato           | 0 (4) - 0 (2) | Villa Dálmine             |
| 9 de mayo de 2018     | 2017/18 | 32.os de final   | Argentinos Juniors  | 2 - 1         | Independiente (Chivilcoy) |
| 16 de julio de 2018   | 2017/18 | 32.os de final   | Agropecuario        | 0 - 1         | Luján                     |
| 24 de julio de 2018   | 2017/18 | 32.os de final   | Atlético de Rafaela | 4 - 1         | Defensores de Belgrano    |
| 5 de agosto de 2018   | 2017/18 | 16.os de final   | Newell's Old Boys   | 3 - 0         | Defensores Unidos         |
| 22 de agosto de 2018  | 2017/18 | 16.os de final   | Lanús               | 1 - 2         | Atlético de Rafaela       |
| 21 de abril de 2021   | 2019/20 | 16.os de final   | Huracán Las Heras   | 1 - 4         | Estudiantes (RC)          |
| 13 de julio de 2021   | 2019/20 | Octavos de final | Villa San Carlos    | 0 - 1         | Patronato                 |
| 2 de mayo de 2023     | 2023    | 32.os de final   | Arsenal             | 1 (6) - 1 (7) | Villa Mitre               |
| 25 de julio de 2023   | 2023    | 16.os de final   | Patronato           | 1 - 2         | Argentinos Juniors        |
| 3 de agosto de 2023   | 2023    | 16.os de final   | Belgrano            | 1 - 0         | Claypole                  |
| 15 de agosto de 2023  | 2023    | 16.os de final   | Colón               | 2 - 0         | Lanús                     |
| 7 de febrero de 2024  | 2024    | 32.os de final   | Belgrano            | 1 - 2         | Mitre (SdE)               |

### Otros partidos destacados
En el estadio Eva Perón también se disputaron partidos oficiales entre otros clubes, ya sea por disposición de la AFA al requerirse campos de juego neutrales en ciertos torneos reducidos, o por necesidad de los clubes ante la imposibilidad de usar sus propios estadios debido a reformas o suspensiones. Estos son algunos de esos encuentros.
| Fecha                   | Campeonato         | Fase                      | Partido                       | Observaciones                 |
| ----------------------- | ------------------ | ------------------------- | ----------------------------- | ----------------------------- |
| 8 de septiembre de 1974 | Nacional 1974      | Regular                   | Newbery 1 - 0 River Plate     |                               |
| 30 de noviembre de 1974 | Primera B 1974     | Cuadrangular Final        | Unión 0 - 0 Lanús             |                               |
| 7 de diciembre de 1974  | Primera B 1974     | Cuadrangular Final        | Temperley 1 - 1 Unión         | Temperley se consagró campeón |
| 21 de marzo de 1976     | Metropolitano 1976 | Regular                   | Rosario Central 1 - 4 Colón   |                               |
| 20 de febrero de 1983   | Metropolitano 1982 | Desempate por el descenso | Unión 1 - 0 Quilmes           | Quilmes descendió a Primera B |
| 31 de marzo de 1985     | Nacional 1985      | Tercera fase              | Newell's Old Boys 1 - 2 Vélez |                               |

### Conciertos destacados
Además de encuentros de fútbol, el estadio Eva Perón ha sido sede de numerosos shows musicales. Algunos de ellos se detallan a continuación.
| Año  | Fecha            | Artista/s         | Evento          |
| ---- | ---------------- | ----------------- | --------------- |
| 1984 | 9 de marzo       | Luis Miguel       |                 |
| 1988 | 30 de diciembre  | Soda Stereo       | Gira Doble Vida |
| 2010 | 17 de enero      | Joaquín Sabina    | Vinagre y rosas |
| 2015 | 15 de septiembre | Don Osvaldo       |                 |
| 2016 | 11 de diciembre  | José Luis Perales |                 |

## Ubicación
El estadio se encuentra entre la Av. Arias y las calles Necochea, Gandini y Paso del barrio Villa Ortega, en la zona este de la ciudad de Junín.
Distancias:
- Centro comercial y administrativo de Junín: 1500 m
- Terminal de ómnibus: 2100 m
- Estación del ferrocarril: 2200 m
- Aeropuerto de Junín: 5 km
- Parque Natural Laguna de Gómez: 12 km
- Rosario: 213 km
- Buenos Aires: 264 km